# Westphalweg (Berlins tunnelbana)

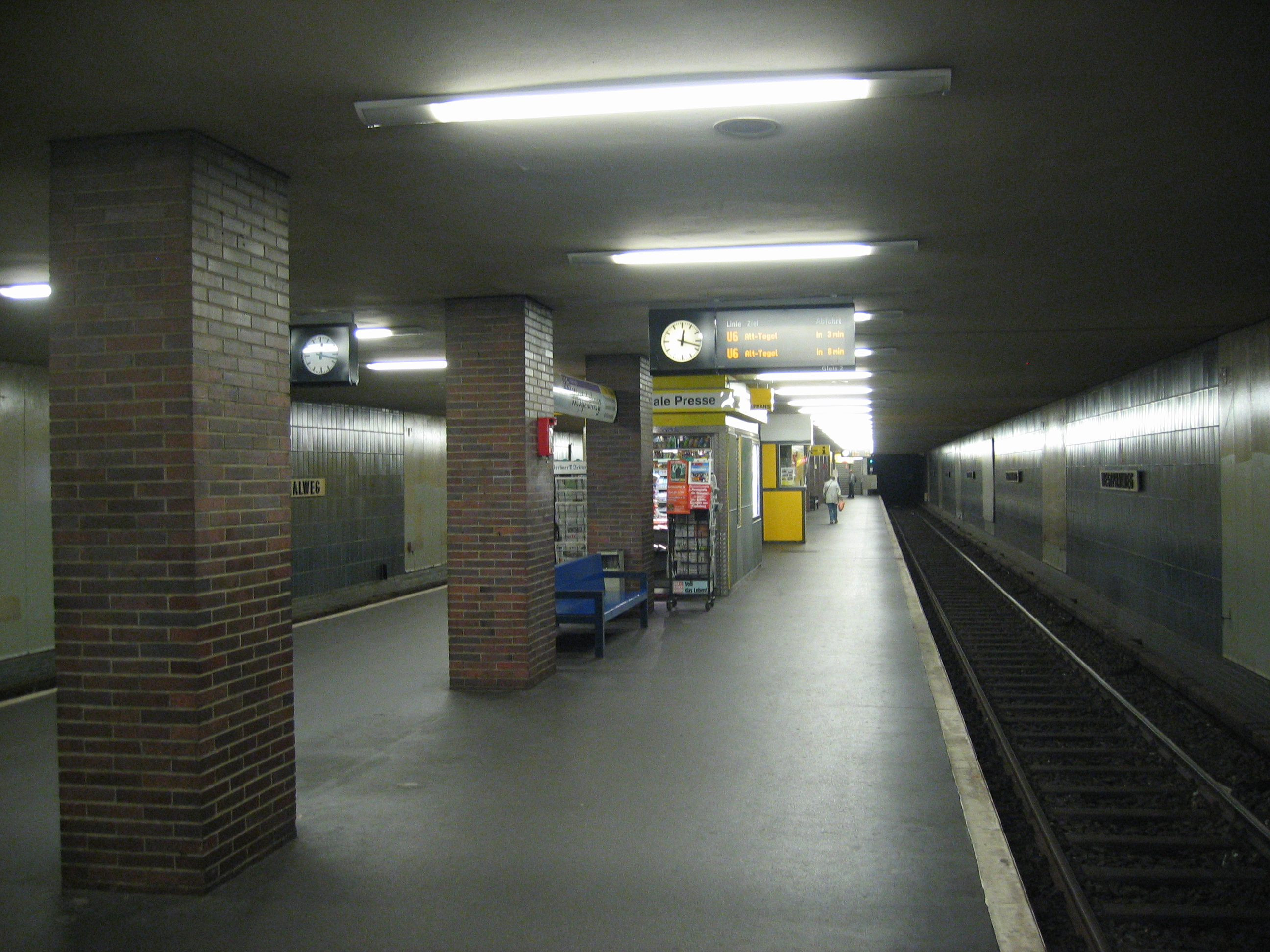
Westphalwegs tunnelbanestation.

Westphalweg är en tunnelbanestation på linje U6 i Berlins tunnelbana, belägen vid Mariendorfer Damm i stadsdelen Mariendorf, tillhörande Tempelhof-Schönebergs stadsdelsområde i södra Berlin. Stationen öppnades den 28 februari 1966 och skapades som del av 1960-talets utbyggnad av tunnelbanan söderut från Tempelhof. Liksom de flesta andra nya stationer på linjen vid denna tid ritades stationen av Rainer G. Rümmler och har en för Berlin ovanlig planlösning med uppgångar integrerade i bostadshusen på båda sidor av Mariendorfer Damm. 
Stationen ligger under Mariendorfer Damm och namnet togs från tvärgatan Westphalweg. Denna har i sin tur namn efter kommunstyrelseordföranden i Mariendorfs tidigare landskommun, Wilhelm Hugo Westphal (1859–1925). Tillsammans med tolv ytterligare stationer blev Westphalweg 2018 utsedd till byggnadsminne, som representant för 1960- och 1970-talens utbyggnad av tunnelbanan i Västberlin.